# المگاردن، مالمو
المگاردن، مالمو (به سوئدی: Almgården, Malmö) یک منطقهٔ مسکونی در سوئد است که در استان اسکونه واقع شده‌است.

## خصوصیات
المگاردن ۱٬۶۸۷ نفر جمعیت دارد.